# Alvinlândia (kommun)
Alvinlândia är en kommun i Brasilien.   Den ligger i delstaten São Paulo, i den södra delen av landet, 800 km söder om huvudstaden Brasília. Antalet invånare är 3 000.
Följande samhällen finns i Alvinlândia:
- Alvinlândia

Trakten runt Alvinlândia består i huvudsak av gräsmarker. Runt Alvinlândia är det glesbefolkat, med 13 invånare per kvadratkilometer.